# ماریا می
ماریا می مید (به انگلیسی: Mariah May Mead؛ زاده ۴ اوت ۱۹۹۸) کشتی‌گیر حرفه‌ای انگلیسی است. او در حال حاضر با دبلیودبلیوئی قرارداد دارد و با نام بلیک مونرو (به انگلیسی: Blake Monroe) در برند ان‌اکس‌تی فعالیت می‌کند.
مید ابتدا در سال ۲۰۱۸ به عنوان گوینده رینگ شروع به کار کرد و سپس در سال ۲۰۱۹ با نام ماریا می به عنوان کشتی‌گیر حرفه‌ای، فعالیت خود را آغاز کرد و در پروموشن‌های مستقل بریتانیا مشغول به کار شد. او در سال ۲۰۲۲ اولین حضور خود را در پروموشن تمام زنانه ژاپنی استاردوم تجربه کرد و به همراه مینا شیراکاوا، قهرمان عنوان تگ تیم این شرکت شد. سپس از سال ۲۰۲۳ تا ۲۰۲۵ به ای‌ئی‌دبلیو پیوست و در آنجا، یک بار قهرمان عنوان جهانی زنان ای‌ئی‌دبلیو شد.

## افتخارات و قهرمانی‌ها
- ای‌ئی‌دبلیو
  - قهرمانی جهانی زنان ای‌ئی‌دبلیو (۱ بار)
  - تورنومنت زنان اوون هارت (۱ بار)
- استاردوم
  - قهرمانی تگ تیم استاردوم (۱ بار) - به همراه مینا شیراکاوا